# Régiment de Cambrésis (1684-1775)
Pour les articles homonymes, voir Régiment de Cambrésis (homonymie).
Le régiment de Cambrésis est un régiment d’infanterie du royaume de France créé en 1684 et incorporé dans le régiment de Saintonge en 1775.

## Création et différentes dénominations
- 1er décembre 1684 : création du régiment de Cambrésis, au nom de cette province
- 26 avril 1775 : supprimé par incorporation dans le régiment de Saintonge

## Colonels et mestres de camp
- 1684 : marquis de Chateaurenault
- 17 octobre 1693 : Charles François Anne, comte de Montberon, brigadier le 23 décembre 1702, † janvier 1704
- 1694 : N. de Vienne, marquis de Presle
- 12 février 1702 : François Louis d’Hautfort, comte de Marquessac, brigadier le 23 décembre 1702, † 4 avril 1747
- 11 janvier 1708 : Jérôme Augustin de Boisset, marquis d’Arville, brigadier le 1er février 1719, † 23 septembre 1744
- 18 mai 1732 : Claude Louis de Bouthilier, comte de Pontchavigny, brigadier le 20 février 1743
- 22 août 1743 : Charles Pierre de La Châtre-Nançay, marquis de La Châtre, brigadier le 1er janvier 1748, maréchal de camp le 15 octobre 1758, lieutenant général des armées du roi le 25 juillet 1762
- 7 mai 1758 : Armand Charles, vicomte de Barrin
- 25 juillet 1762 : Louis Charles Le Pellerin de Gauville
- 27 novembre 1765 : Eugène Eustache de Mézières, comte de Bethisy
- 3 janvier 1770 : Jean Gabriel de La Roque, comte de Podenas

## Historique des garnisons, combats et batailles du régiment
- 11 septembre 1684 : formation du régiment de Cambrésis à partir du 3e bataillon de Piémont
- 1689 : Alpes ; Cahours
- 1690 : Staffarde (18 août), où le colonel est blessé
- 1696 : Valenza
- 1697 : Flandre
- 1701 : Italie
- 1702 : défense de Crémone, où le colonel est tué
- 1703 : Luzzara. Tyrol
- 1704 - 1705 : Verceil, Ivrée, Verrue (14 octobre - 9 avril 1705)
- 16 août 1705 : Cassano
- 1706 : Turin
- 1707 - 1710 : Dauphiné
- 1711 : Flandre
- 1712 : Denain, Douai, Le Quesnoy, Bouchain
- 1733 - 1735 : Rhin
- 15 novembre 1738 en Provence  pour passer dans l'Île de Corse[1]
- 1739 - 1741 : Corse
- 1742 : Flandre
- 1744 : Alsace
- 1745 : Kronembourg
- 1746 : Flandre. Mons, Charleroi, Namur, Raucoux (11 octobre)
- 1747 - 1748 : Provence, Nice
- 1756 : Bretagne
- 1757 : Allemagne, Haastembeck (26 juillet)
- 1758 : Hanovre. Crefeld (23 juin). Bretagne, Saint-Cast (11 septembre)

Lors de la réorganisation des corps d'infanterie français de 1762, le régiment conserve un bataillon et est affecté au service de la Marine et des Colonies et à la garde des ports dans le royaume.
L'ordonnance arrête également l'habillement et l'équipement du régiment comme suit
Habit, collet, revers, veste et culotte blancs, parements verts, pattes ordinaires garnies de cinq boutons, trois sur chaque manche, quatre au revers et quatre au-dessous : boutons jaunes, avec le no 70. Chapeau bordé d'or.
- mai 1760 - 1763 : Indes et Île de France
- 1764 - 1766 : Saint-Domingue

## Drapeaux
3 drapeaux, dont un blanc colonel, et 2 d’ordonnance « rouges, verts & jaunes dans les 4 quarrez par opposition, & croix blanches ».

Drapeau d’ordonnance
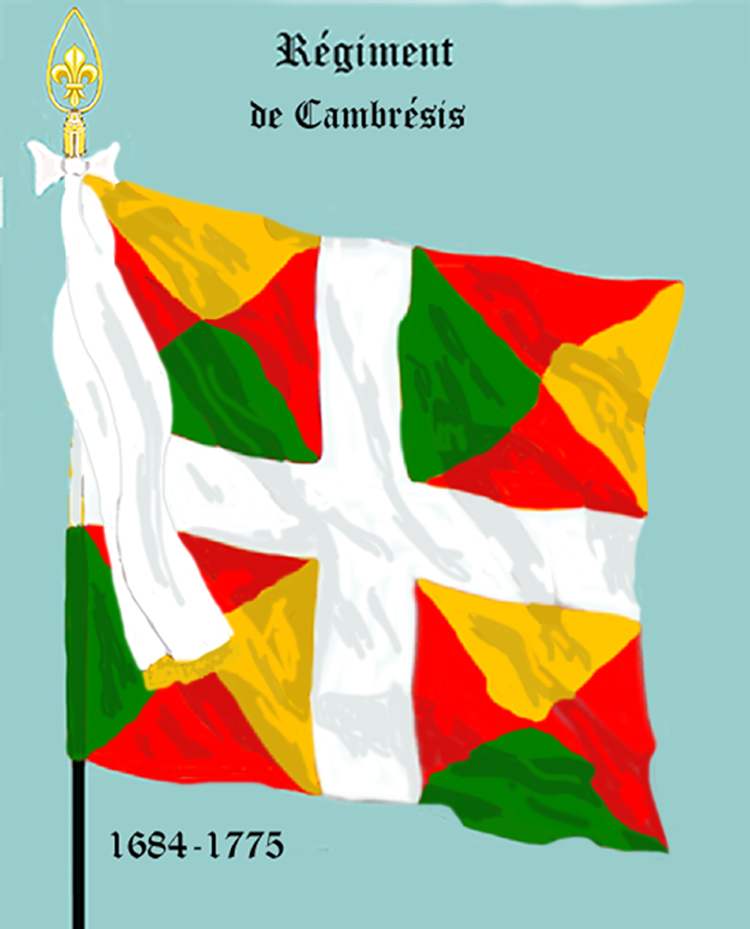
régiment de Cambrésis de 1684 à 1775

## Habillement
Collet, parements et veste rouges ; boutons et galon dorés ; poches larges garnies de 9 boutons en pattes d'oie ; 6 boutons sur la manche. En 1763, parements vert Saxe et boutons jaunes.

Uniformes du régiment de Cambrésis
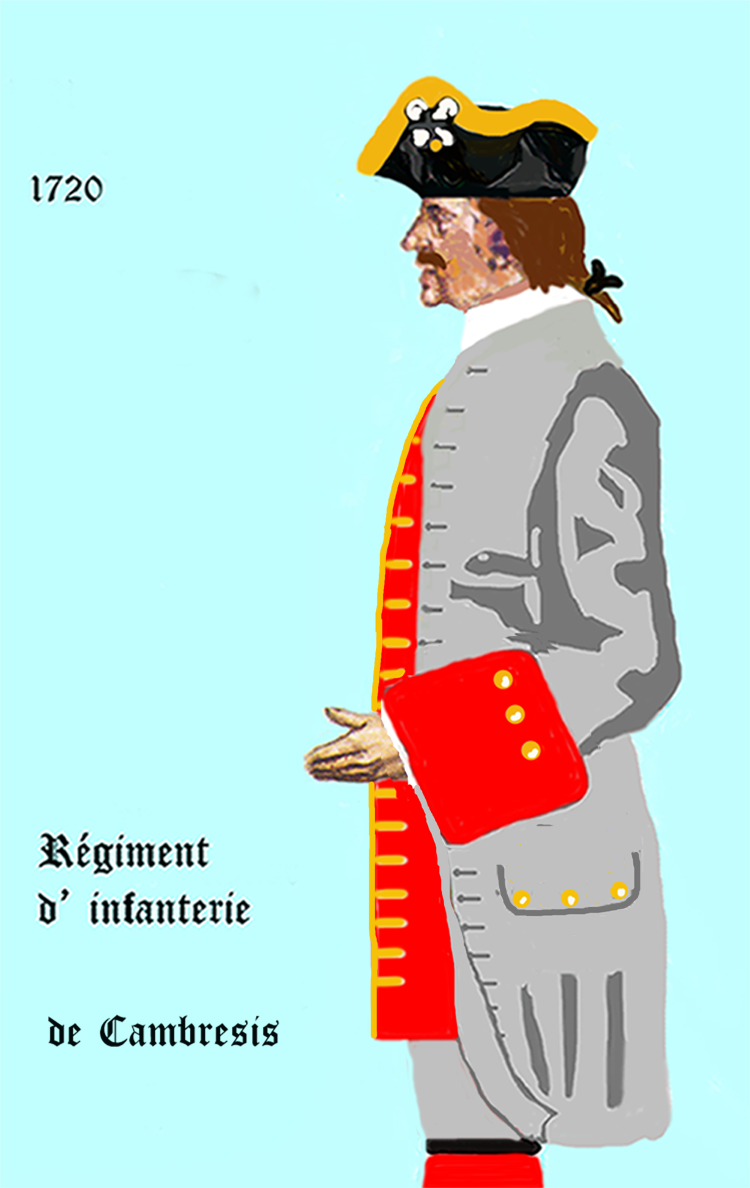
de 1720 à 1734
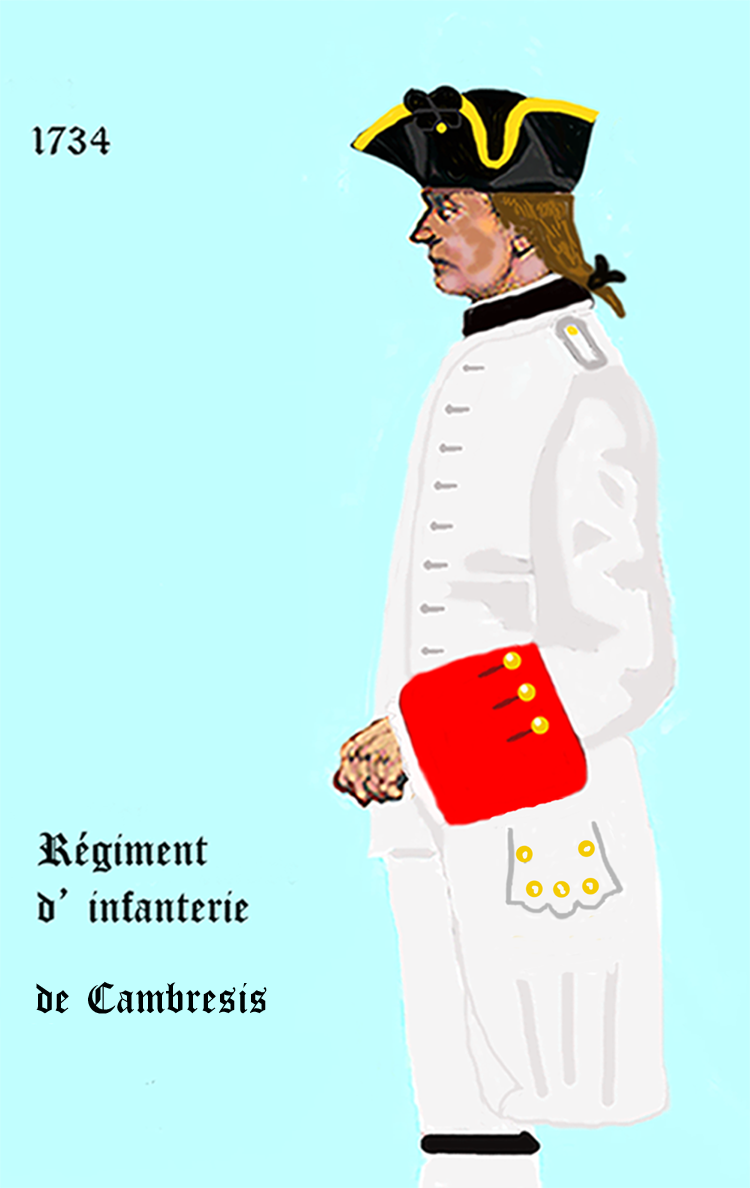
de 1734 à 1757
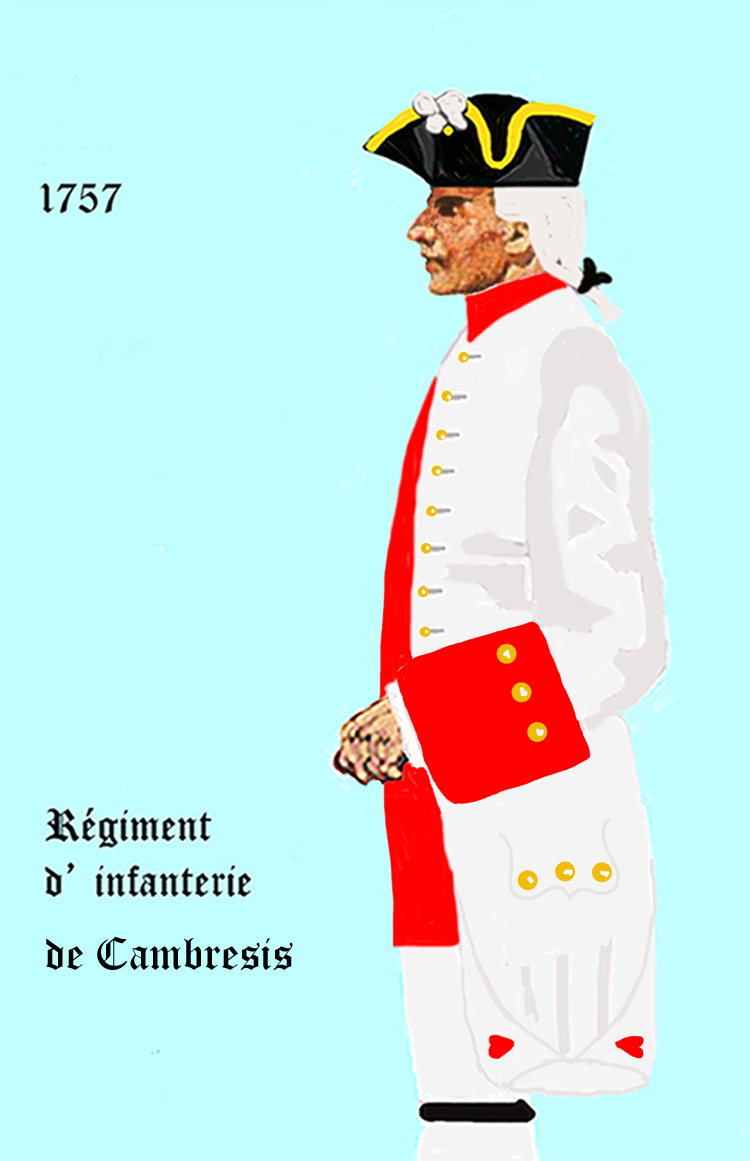
de 1757 à 1762

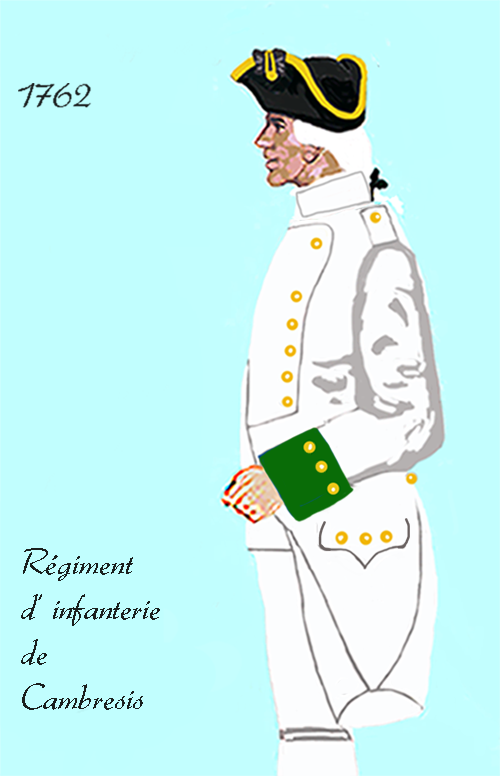
de 1762 à 1767
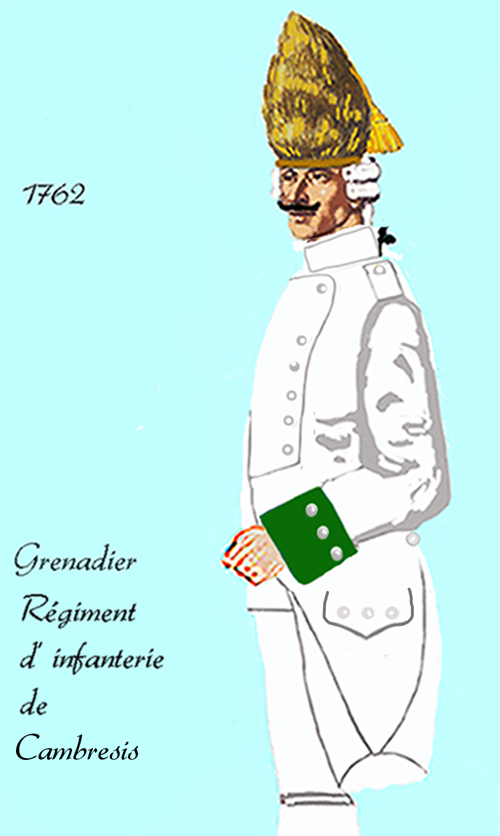
grenadier de 1762 à 1767
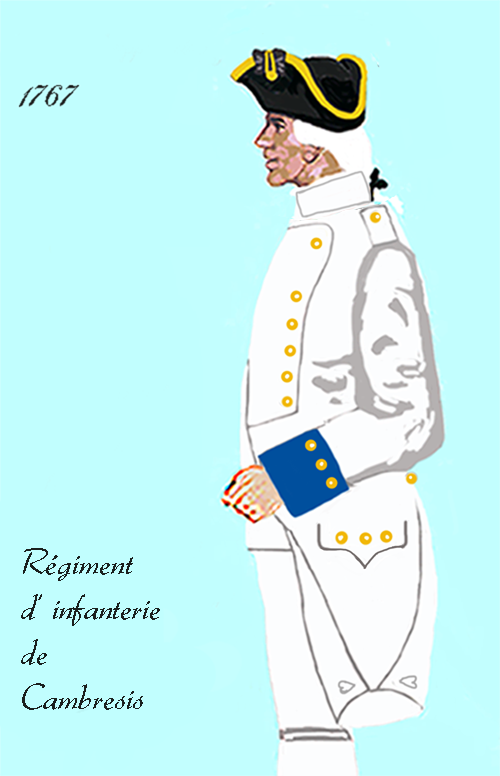
de 1767 à 1775